# Гарсете, Транкилино
Транкилино (Транкильо) Гарсете (исп. Tranquilino (Tranquillo) Garcete; 1907, Асунсьон — неизвестно) — парагвайский футболист, защитник и полузащитник. Участник чемпионата мира 1930 года.

## Биография
Транкилино Гарсете родился в 1907 году.
Играл в футбол на позициях защитника и полузащитника. В 1929—1931 годах выступал в чемпионате Парагвая за «Либертад», после чего перебрался в чемпионат Аргентины. В 1932—1933 годах защищал цвета «Атланты» из Буэнос-Айреса, проведя в каждом из сезонов по 34 матча без забитых мячей. Сезон-34 провёл в составе объединённого клуба «Атланта — Архентинос Хуниорс», после чего вернулся на год в «Атланту».
В 1930 году вошёл в состав сборной Парагвая на первом в истории чемпионате мира в Уругвае. Участвовал в матче против сборной Бельгии (1:0), мячей не забивал.
Дата смерти неизвестна.